# Erica Tazel
Erica Tazel (nacida en 1977) es una actriz de teatro y televisión estadounidense conocida por el papel de Rachel Brooks, alguacil adjunta en la serie de televisión de FX Justified (2010-2015) y de Bárbara Kolstad en The Good Fight.

## Vida y carrera
Estudió teatro en la Escuela Preparatoria para Artes Visuales y de Actuación Booker T. Washington de Dallas y después en la Universidad de Texas. Hizo su debut en The Winter's Tale (2000) del Festival de Shakespeare de Nueva York; otros papeles incluyen en Cymbeline de Royal Shakespeare Company y una aparición fuera de Broadway en Playwrights Horizons' Juvenilia . Tazel fue nominada para el premio LA Drama Critics Circle a la interpretación principal, por su trabajo en I Have Before Me A Remarkable Document Given To Me By A Young Lady From Rwanda (papel de Juliette, 2007) en The Colony Theatre en Burbank, CA, y recibió el Premio de Teatro NAACP a la Mejor Actriz Principal (2007) por ese mismo papel. 
En cine, Tazel ha realizado pocas incursiones, incluido un papel menor en el drama de David Duchovny House of D (2004), protagonizada por Anton Yelchin, Robin Williams, Téa Leoni y Erykah Badu .
El debut televisivo de Tazel fue como profesora de baile en un episodio de Sex and the City (2001). Antes de su papel secundario en Justified, fue protagonista invitada en Without A Trace y tuvo papeles recurrentes en Jericho y Third Watch, y como invitada en programas como The Office, ER, Law & Order y Law & Order: Special Victims Unidad, Vida, Heartland, Bones y Firefly. 

## Filmografía

### Película
| Año  | Película           | Rol              | Notas                  |
| ---- | ------------------ | ---------------- | ---------------------- |
| 2004 | House of D         | Reader           |                        |
| 2010 | As It Is           | Alondra          | Corto                  |
| 2015 | Runaway Island     | Vonda Hines      |                        |
| 2015 | Mr. Right          | Lisa             |                        |
| 2016 | Gubagude Ko        | Dembé            | Corto                  |
| 2017 | Lawman             | Nellie Reeves    | Corto                  |
| 2017 | Odious             | Evelyn           |                        |
| 2019 | Cognitive          | Enfermera Alisse | Corto                  |
| 2019 | The Summer People  | Kim Nixon        | Película de televisión |
| 2020 | Always and Forever | Paige            |                        |
| 2021 | The Deadliest Lie  | Sam              |                        |
| 2022 | The Devil You Know | Eva Dylan        |                        |

### Televisión
| Año     | Título                            | Rol                        | Notas                                                 |
| ------- | --------------------------------- | -------------------------- | ----------------------------------------------------- |
| 2001    | Sexo en Nueva York                | Gracia, profesora de baile | Episodio: "Baby, Talk Is Cheap"                       |
| 2001    | Third Watch                       | Shaquana Golden            | Episodios: "He Said/She Said" & "Childhood Memories"  |
| 2002    | Firefly                           | Doralee                    | Episodio: "Safe"                                      |
| 2003    | Law & Order: Special Victims Unit | Lynn Hauser                | Episodio: "Riesgo"                                    |
| 2003    | Law & Order                       | Recepcionista              | Episodio: "Suicide Box"                               |
| 2006    | Bones                             | Karen Merton               | Episodio: "The Soldier on the Grave"                  |
| 2007    | Jericho                           | Jessica Williams           | Elenco Recurrente: Temporada 1                        |
| 2007    | Sin dejar rastro                  | Tess Pratt                 | Episodio: "Skin Deep"                                 |
| 2007    | Heartland                         | Temple                     | Episodio: "A Beautiful Day"                           |
| 2007    | Urgencias                         | Señora Birk                | Episodio: "Blackout"                                  |
| 2008    | Life                              | Mamá en el parque          | Episodio: "Find Your Happy Place"                     |
| 2009    | The Office                        | Julia                      | Episodio: "Lecture Circuit: Part 1"                   |
| 2010-15 | Justified                         | Raquel Brooks              | Reparto principal                                     |
| 2015    | Kroll Show                        | Detective Hall             | Elenco Recurrente: Temporada 3                        |
| 2015    | NCIS                              | Entrenadora Curry          | Episodio: "Troll"                                     |
| 2016    | Roots                             | Matilda                    | Episodio: "Parte 3 y 4"                               |
| 2017    | The Night Shift                   | Dra. Bella Cummings        | Elenco Recurrente: Temporada 4                        |
| 2017    | The Orville                       | Baleth                     | Episodio: "Mad Idolatry"                              |
| 2017-18 | The Good Fight                    | Bárbara Kolstad            | Reparto principal: Temporada 1, Invitada: Temporada 2 |
| 2018    | DC's Legends of Tomorrow          | Esi Jiwe                   | Episodio: "Invitado John Noble"                       |
| 2019    | Queen Sugar                       | Deesha Brown-Sonnier       | Elenco Recurrente: Temporada 4                        |
| 2019    | Raising Dion                      | Daniela                    | Episodio: "Issue #107: Why So Vomity?"                |
| 2020    | God Friended Me                   | Bonnie                     | Episodio: "The Fugitive"                              |
| 2020    | Lovecraft Country                 | Dora Freeman               | Elenco recurrente                                     |
| 2021-23 | Truth Be Told                     | Charise Spivey             | Elenco Recurrente: Temporada 2-3                      |
| 2022    | All American: Homecoming          | Verónica Skinner           | Episodio: "Move On" & "Confessions"                   |

### Juegos de vídeo
| Año  | Título  | Role     | notas           |
| ---- | ------- | -------- | --------------- |
| 2016 | Mafia 3 | Casandra | Voz y semejanza |